# Guggenmusik
 (août 2017).
Si vous disposez d'ouvrages ou d'articles de référence ou si vous connaissez des sites web de qualité traitant du thème abordé ici, merci de compléter l'article en donnant les références utiles à sa vérifiabilité et en les liant à la section « Notes et références ».

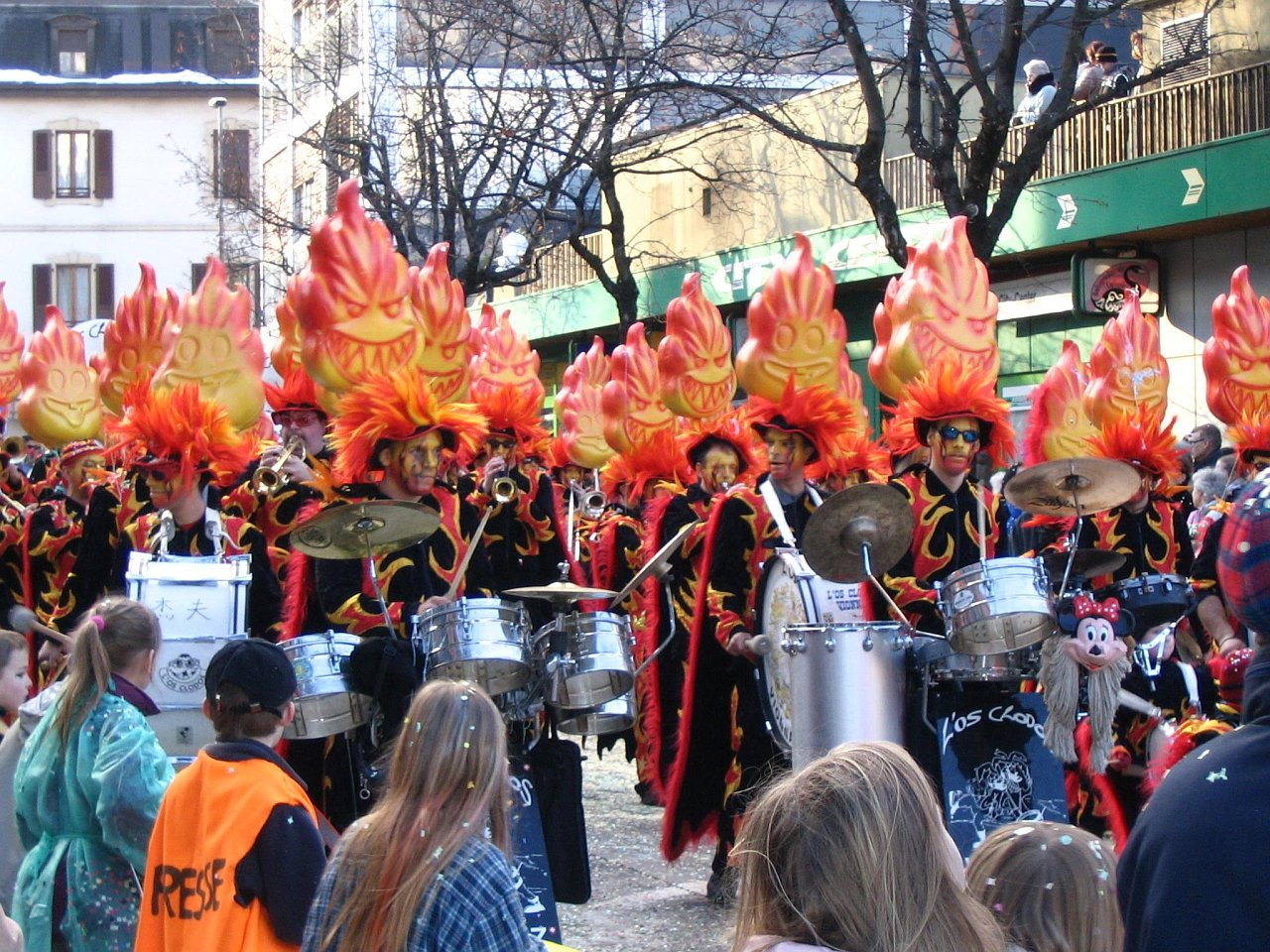
L'Os Clodos - Carnaval de Monthey 2005

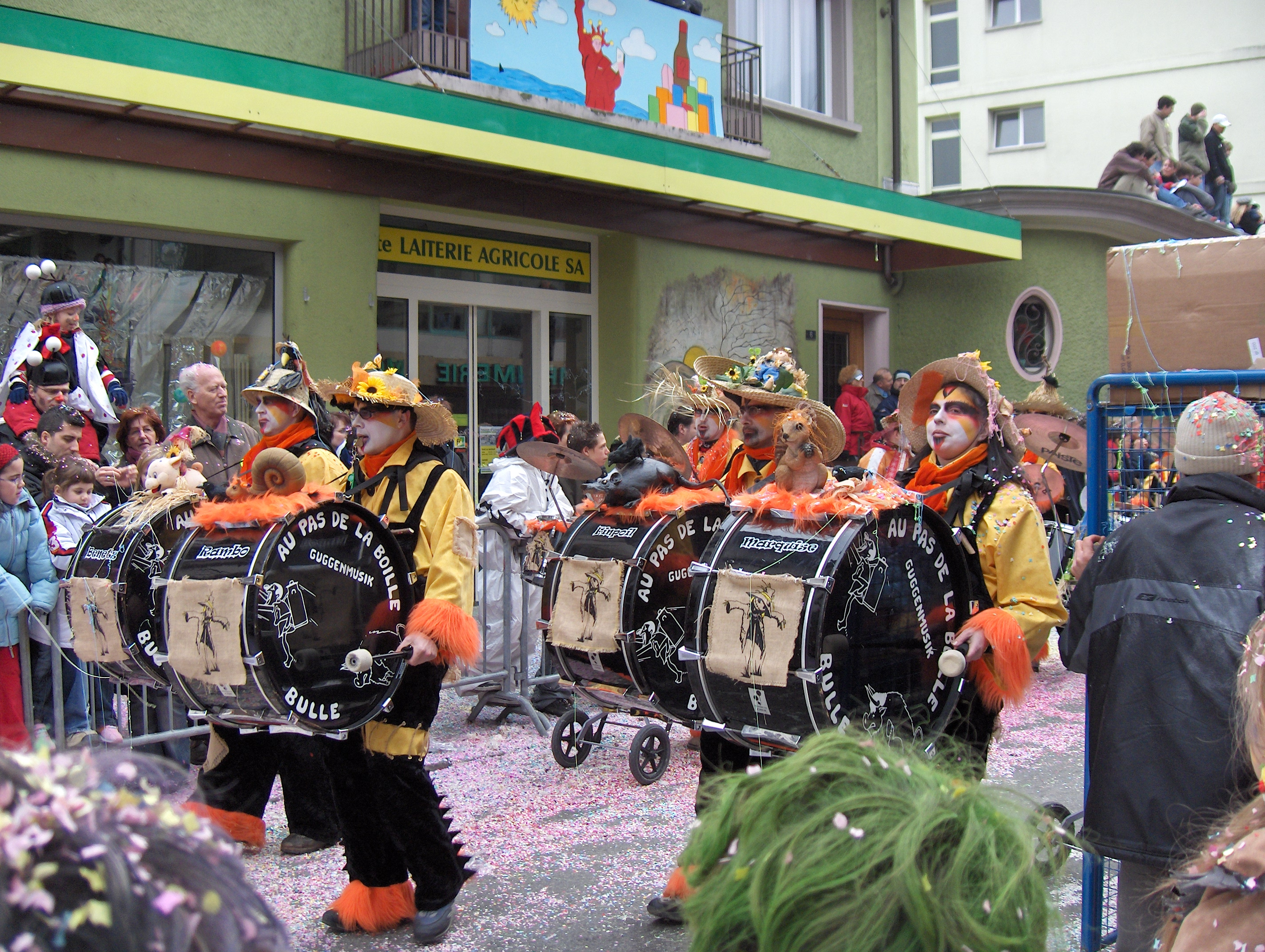
Au pas de la boille - Carnaval de Monthey 2006

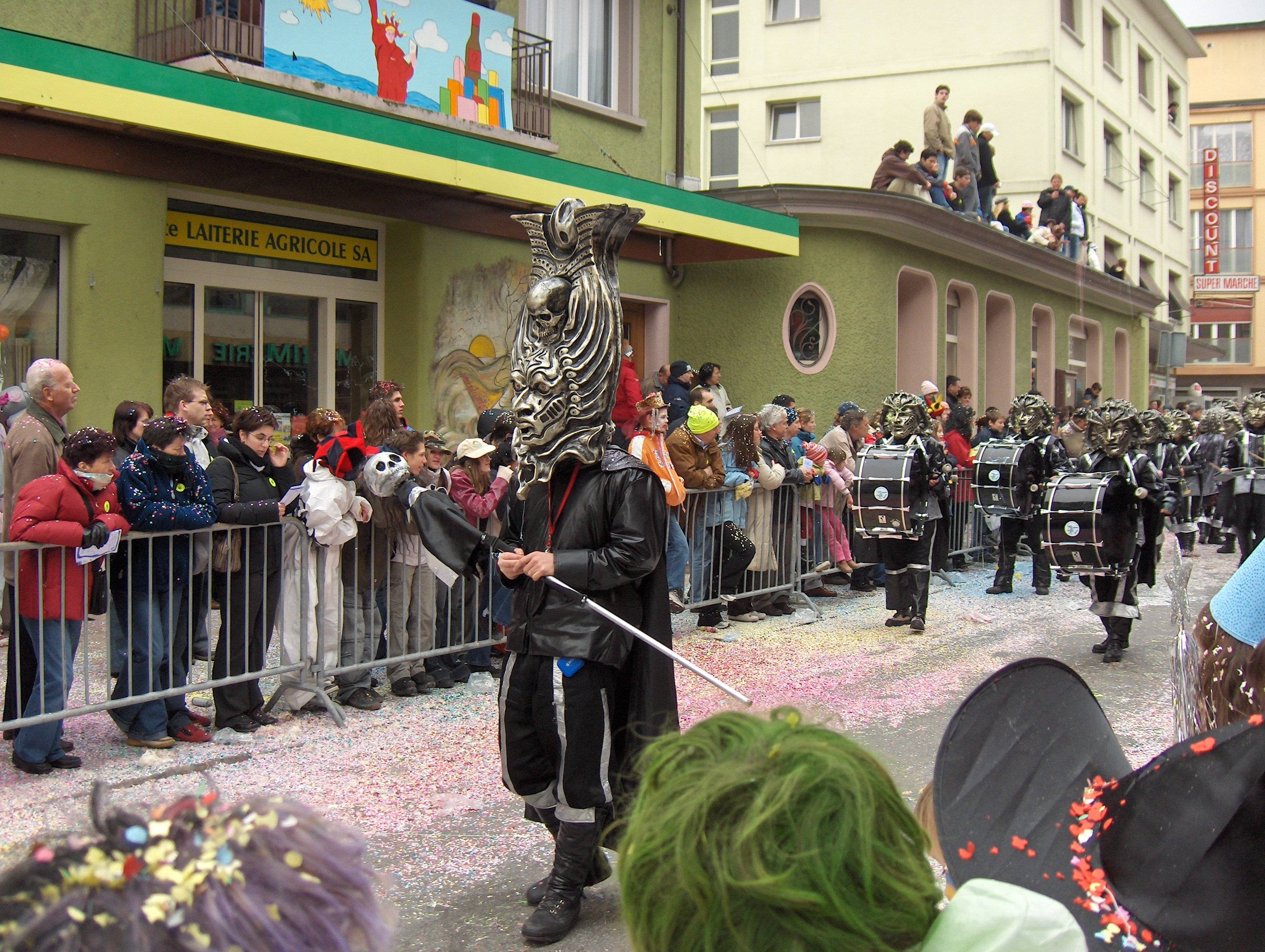
La plupart des guggenmusik sont menées par un directeur musical qui règle la vitesse de marche et donne le tempo en dirigeant à la manière d'un chef d'orchestre

Les groupes de guggenmusik sont des fanfares qui font de la musique avec des déguisements. Elles sont essentiellement suisses, mais il existe quelques formations dans les pays limitrophes.
Les guggenmusik (peut s'écrire aussi guggen, guggemusik, guggamusig, guggemusig, etc. selon les cantons suisses allemands) sont des formations musicales pour la plupart composées, de cuivres (trompettes, trombones, euphoniums, sousaphones) ou plus traditionnellement de fifres, et de percussions (batteries mobiles, grosses caisses, woodblocks), et parfois, d'un ou deux glockenspiel en forme de lyre. Certains rajoutent des saxophones, des accessoires de percussions, ou autres ; certains n'ont pas d'euphonium, ou pas de sousaphone, mais l'ensemble est de plus en plus registré.

## Étymologie
Selon Daniel Milesi, le mot Guggenmusik vient de « Gugge », cornet en papier ayant la forme de certains instruments à vent. On en trouvait déjà au début du siècle passé dans les villes de Lucerne et de Bâle. Ces cliques rencontrèrent un vif succès dans les années cinquante-soixante, et de nouvelles Guggen se formèrent en Suisse romande et au Tessin. Au-delà des frontières suisses, on en trouve au Liechtenstein, Allemagne, en Autriche, en France, en Italie et même en Angleterre.

## Style et répertoire
Leur but est de jouer au cours de carnavals, en général assez fort, avec des sons expressifs et bien timbrés. Bien que parfois accusées d'être anti-musicales, certaines guggenmusik sont des modèles de musicalité et d'arrangement. Le répertoire est composé de reprises de variétés, d'airs traditionnels ou modernes.
Les meilleures guggenmusiks jouent à peu près de cette façon : les trompettes divisées en deux ou trois parties avec beaucoup d'aigus, les trombones divisés eux aussi en deux ou trois parties rythmées et complétant l'harmonie. Les euphoniums jouent des contrechants ou des compléments harmoniques, ils peuvent aussi avoir des parties de chant afin de créer des jeux de nuances. Les souzas donnent l'harmonie en général et leur partie ressemble assez souvent à une partie de basse de variété. Les grosses caisses jouent des rythmes fixes sur une ou deux mesures et ressortent bien du groupe. Les batteries jouent une partie de variété améliorée avec beaucoup de rajouts souvent placés en équilibre et qui allègent la section rythmique. Les granits amènent une touche latino si nécessaire.
De plus en plus de guggen composent leurs propres morceaux ou du moins les arrangent à leur manière. Comme Étoile des neiges, Stand by me, Marguerite, tous les grands classiques des répertoires de guggen romandes.
En Suisse allemande, les grosses formations n'ont pas de morceaux d'ensemble bien définis.
Tout est basé sur des jeux entre pupitres ; on rencontre quelquefois un solo de trompette ou de trombone au cours d'un morceau, mais ce n'est pas très courant.

## Manifestations publiques
Les guggenmusik sont principalement suisses et se produisent surtout dans leur pays ou dans les pays limitrophes (Allemagne, Belgique, France, ...). De plus en plus, des guggenmusik participent à de grands événements à l'étranger comme les Jeux olympiques de Turin en 2006, le carnaval de Martinique ou encore le Carnaval de Québec.

## La symphonieDeliciæ Basiliensisd'Arthur Honegger
En français : « Les Délices de Bâle ». Vers la dernière partie du mouvement final de cette symphonie, composée en 1946 par le musicien suisse, on entend une évocation des Guggenmusik.